# Îlet Petit Piton
L'Îlet Petit Piton est un îlet inhabité de Martinique, un des îlets du Robert, appartenant administrativement à Le Robert.

## Géographie
L'îlet, situé au Sud de l'îlet de la Grotte, est un site protégé.

## Histoire
Il est, comme les îlets Boisseau, Chancel, La Grotte, Loup Garou, Madame, Petite Martinique et Petit Vincent, protégés par un arrêté de protection de biotope depuis 2002. Ils 
sont inscrits par l’arrêté ministériel du 28 juillet 2007.